# Angular (фреймворк)
Angular (версия 2 и выше) — открытая и свободная платформа для разработки веб-приложений, написанная на языке TypeScript, разрабатываемая командой из компании Google, а также сообществом разработчиков из различных компаний. Angular — полностью переписанный фреймворк от той же команды, которая написала AngularJS.

## История разработки
Изначально создавался как вторая версия AngularJS. Angular 2 был переписан с нуля на TypeScript, обладает иной архитектурой и не является обратно совместимым с AngularJS, в связи с чем для предотвращения путаницы было решено развивать его как отдельный фреймворк, нумерация версий которого начинается с 2.